# 雷吉德夫
雷吉德夫（或名拉迪耶迪夫，Radjedef；约公元前2528年－约公元前2520年在位）是古埃及第四王朝法老，是胡夫的兒子，卡夫拉的同父異母兄弟。
一般人認為他因謀殺了他的哥哥卡瓦布，原來的王位继承人，他的王后亦是卡瓦布的遺孀及他們異母的妹妹。
最新的發現改變了對他的看法，他其實是一個賢明的君王、建築師。在胡夫死後，國家財政虛空，人民感到非常疲倦，因為他們花了好幾十年建造金字塔。
繼承了王位的雷吉德夫另外選擇在高地建造較小型的金字塔，使金字塔的高度看起來和胡夫的相若，亦可減輕人民的負擔，但由於金字塔靠近採石場的緣故，在羅馬時代石材被挪用，導致如今幾乎蕩然無存。
雷吉德夫還根據父親的肖像建造了獅身人面像這座紀念碑，把他看成是太陽神拉，這是雷吉德夫的宣傳手段之一，并且将拉加入自己的名字，也是古埃及法老第一次使用太阳神之子的称呼，目的是恢復人們對這個王朝的敬畏。
他本人亦是第一位把太陽神拉的名字寫進自己的金字塔中的法老，其後的法老亦仿傚他。這位賢君的下場，可能就是被謀殺在其弟卡夫拉的手上。